# Numero di Belfagor

Simbolo del Numero di Belfagor, la lettera greca π capovolta.

Il numero primo {\displaystyle 1\ 000\ 000\ 000\ 000\ 066\ 600\ 000\ 000\ 000\ 001} ({\displaystyle 10^{30}+666\times 10^{14}+1}) è detto Numero di Belfagor. È un primo palindromo: cioè un numero primo che è anche un numero palindromo, quindi è divisibile solo per 1 e per sé stesso, e rimane invariato se viene letto da destra o da sinistra.
Il numero è stato scoperto da Harvey Dubner. Il nome "numero di Belfagor" è invece stato coniato dal giornalista scientifico Cliff Pickover, che ne ha evidenziato anche i possibili significati simbolici.

## Simbologia
Il Numero di Belfagor, legato al personaggio mitologico Belfagor, uno dei sette Principi dell'Inferno che aiutava gli uomini a compiere scoperte ingegnose, contiene al suo interno le cifre 666, tipicamente associate al Diavolo o alla Bestia (il numero 666 è anche detto il Numero della Bestia). Inoltre sono presenti 13 zeri a destra e altrettanti zeri a sinistra del 666, oltre ad essere composto da 31 cifre totali, 13 al contrario. Di fatto, in varie culture il numero 13 è legato a un significato superstizioso di cattivo augurio.
Il simbolo grafico assegnato da Pickover al Numero di Belfagor è un {\displaystyle \pi } rovesciato, tratto dal Manoscritto Voynich, un codice illustrato, finora mai decifrato, risalente al XV secolo.

## Nella cultura popolare
Il numero primo di Belfagor viene menzionato nell'episodio "Just a Regular Irregular" della stagione 3 della serie televisiva Elementary.